# Abacetus leleupi
Abacetus leleupi es una especie de escarabajo terrestre de la subfamilia Pterostichinae.  Fue descrito por Straneo en 1951. 